# 失憶𠝹女王
《失憶𠝹女王》（英語：Why Me, Sweetie?!）是由马楚成执导，古天樂和應采兒领衔主演的爱情喜剧電影。

## 劇情簡介
从美国归来的丁叮（應采兒 飾）在北京戏剧学院就读表演系，她有着天使般的清纯外貌、活泼可人的性格，和一颗骄傲而坚毅的心灵。一次，她在帮助同学追赶男友时，意外地碰上了“花心”大帅哥阿当（古天樂 飾）。阿当正要甩掉一群死缠烂打的美少女，混乱之中，二人相遇，阿当怦然心动，一见倾情。于是相约第二天在天坛放风筝。约会之时，阿当从美女丛中迈向丁叮，并表白爱意。从此，阿当用尽万般“时尚、新奇”攻势展开追求，丁叮也陶醉其中不可自拔，共同坠入爱河。
就在二人品味甜蜜的热恋之时，阿当忽然失忆了，只把丁叮视作陌生人，丁叮被突如其来的的意外“打击”弄得莫名其妙，狼狈不已。原来表面上非常花心的俊男阿当，因以前的女友意外之死，大受打击，凡遇见与已逝女友相像的新恋人，只要感情发展到一定的高潮，脑内自我保护机能就会搐然发作，将恋情与女友彻底忘记，突患“选择性针对失忆症”。为了爱情，丁叮只好再次与阿当重新认识，重新发展感情。但沉醉在幸福中的阿当，每逢爱情沸腾时，又总会诱发失忆昏厥，一次又一次地将丁叮忘掉，行同陌路。丁叮不断地承受着阿当风云变幻的记忆，情感变化的反复和措手不及的失忆尴尬场面。
阿当是否会永远如此无药可救？丁叮是否会用真情打动阿当的“失忆”呢？爱情的力量到底有多震撼感人呢……

## 演員表
- 阿當 —— 古天樂 飾
- 丁叮 —— 應采兒 飾
- Dr. Chie —— 劉以達 飾

## 幕後製作
《失憶𠝹女王》由执导过《星愿》、《薰衣草》等浪漫爱情电影的香港导演马楚成执导，偶像明星古天乐和应采儿主演。古天乐对“失忆角色”很感兴趣，应采儿也是近年来在香港人气颇旺的青春靓女。2002年刚刚出道的年仅19岁的应采儿就已经和古天乐合作了三部影片，在其中的两部中饰演情侣。搞笑和煽情是《失憶𠝹女王》最大的看点，也是眼下爱情喜剧的流行路数，而导演马楚成在这两方面都颇有心得，这部片中他将搞笑和煽情都发挥到极致，影片前半部分不断搞笑，后半部分则是尽力煽情，导演手法和摄影水准都不错，但剧本还不够丰满，不过值得一提的是该片的音乐相当精致。

## 音樂原聲
| 歌曲名       | 演唱者         | 備註   |
| ------------ | -------------- | ------ |
| 《愛的天使》 | 蔡依林、安志杰 | 主题曲 |
| 《你为何》   | 蔡依林         | 插曲   |
| 《我很怕黑》 | 蔡依林         | 插曲   |
| 《不再怕黑》 | 安志杰         | 插曲   |

## 外部連結
- 互联网电影数据库（IMDb）上《失憶𠝹女王》的资料（英文）
- 豆瓣电影上《失憶𠝹女王》的資料 （简体中文）
- 时光网上《我的失忆男友》的資料（简体中文）
- 爛番茄上《失憶𠝹女王》的資料（英文）